# Bonnœil
Bonnœil ist eine französische Gemeinde mit 123 Einwohnern (Stand: 1. Januar 2022) im Département Calvados in der Region Normandie. Sie gehört zum Arrondissement Caen und zum Kanton Falaise. Die Einwohner werden als Bonnœillais bezeichnet.

## Geografie
Bonnœil liegt etwa 14 Kilometer nordwestlich von Falaise. Umgeben wird die Gemeinde von Cesny-les-Sources mit Angoville im Norden, Martainville im Nordosten, Saint-Germain-Langot im Osten, Tréprel im Südosten, Pierrefitte-en-Cinglais im Süden, La Pommeraye im Südwesten, Saint-Omer im Westen sowie Donnay im Nordwesten.

## Bevölkerungsentwicklung
| Jahr                             | 1793 | 1836 | 1876 | 1926 | 1946 | 1968 | 1990 | 2008 |
| Einwohner                        | 313  | 314  | 190  | 176  | 102  | 114  | 120  | 118  |
| Quelle: Cassini, EHESS und INSEE |      |      |      |      |      |      |      |      |

## Sehenswürdigkeiten
- Kirche Notre-Dame aus dem 18. Jahrhundert
- Kapelle Notre-Dame-de-Compassion aus dem 19. Jahrhundert